# 乌瑟多姆岛施托尔珀
乌瑟多姆岛施托尔珀（德語：Stolpe auf Usedom）是德国梅克伦堡-前波美拉尼亚州的市镇，隶属于前波美拉尼亚-格赖夫斯瓦尔德县。总面积为15平方千米，截至2023年12月31日总人口为372人。